# Paul Sézille
Paul Sézille (10 novembre 1879 à Blérancourt dans l'Aisne - 20 avril 1944 à Paris) est un propagandiste antisémite français.

## Biographie

### Le militaire
Paul Sézille combat durant la Première Guerre mondiale : deux fois blessé, trois citations ; décoré de la croix de guerre, il est connu sous le nom de « capitaine Sézille ». C'est un compagnon d'armes de Louis Darquier de Pellepoix.
Il fait carrière dans les troupes coloniales.

### Le propagandiste antisémite
Avant la Seconde Guerre mondiale, il est l'adjoint de Darquier de Pellepoix à la tête du Rassemblement antijuif.
En août 1940, avec l'accord des troupes d'occupation, il organise au Cirque d'hiver à Paris des réunions du Rassemblement antijuif. Il dénonce alors les Juifs comme responsables de la défaite.
Il crée la Communauté Française (CF) qui s'adresse au maréchal Pétain pour le pousser à prendre rapidement des mesures antisémites. Il déclare dans une lettre ouverte au chef de l'État : « Le Juif est un parasite redoutable et tenace [...] C'est pourquoi, Monsieur le Maréchal, il ne suffit pas, pour écarter le Juif, de prendre contre lui des textes, même étroits et sévères. [...] Il faut, à côté du texte, une véritable milice qui veille constamment à l'observance et au respect de ce texte ».
Son action attire l'intérêt des nazis et le SS Theodor Dannecker le rencontre en décembre 1940. Il dispose alors du soutien allemand. Il se rapproche du parti d'Eugène Deloncle, le MSR, souhaitant faire de la Communauté française sa section antijuive. Ce projet avorte en avril 1941.

### À la tête de l'Institut d'étude des questions juives
Les cadres de la Communauté Française forment le noyau du personnel de l'Institut d'étude des questions juives, dont le but est, pour Dannecker, de mettre la propagande antisémite « sous une étiquette française ». Il est le second secrétaire général de l'Institut d'étude des questions juives, remplaçant en juin 1941, René Gérard, car ce dernier n'avait pas l'étoffe d'un leader. 
Il rédige l'introduction du catalogue de l'exposition Le Juif et la France, en 1941. Il y déclare : « En présentant le Juif dans ses diverses manifestations, en montrant au moyen de documents irréfutables et soigneusement choisis combien était profonde l'emprise judaïque sur toutes les activités de la France, en faisant apparaître la profondeur du mal qui nous rongeait, nous voulons convaincre ceux de nos concitoyens qui sont encore d'esprit sain et de bon jugement, de l'urgence qu'il y a à voir les choses comme elles sont et puis d'agir en conséquence ».

### Débaptiser les«rues juives»
Parmi ses projets, Paul Sézille a celui de débaptiser les voies de Paris portant des noms de Juifs : le boulevard Pereire, la rue Erlanger, l’avenue Rachel, la rue Georges-de-Porto-Riche, la rue Florence-Blumenthal, la rue Halévy, la rue Meyerbeer, la rue Mendelssohn et la rue Rosa-Bonheur. Ce projet n’aboutit pas.

### La fin d'un agitateur antisémite
Paul Sézille est « un homme fruste, alcoolique, au tempérament violent et autoritaire » qui aime la bagarre physique — il agresse ainsi, au cours d'un pugilat grotesque, l'éditeur Baudinière, le jour même de l'inauguration de l'I.E.Q.J., le 11 mai 1941. Il se fâche assez vite avec tous les antijuifs qui comptent et qui agissent pour son éviction. René Gérard obtient de Dannecker son renvoi et le remplace.
Débarqué de l'Institut, il dirige encore les Amis de l'Institut d'étude des questions juives qui restent subventionnés par les nazis et éditent Le Cahier jaune, mensuel de propagande antisémite. Il se vante d'avoir, avec ses amis, obtenu l'arrestation d'un juif protégé par des « aryens » ainsi que celle de l'« aryen » protecteur.
Il souhaite se voir attribuer le poste de Commissaire général aux questions juives, mais le « capitaine » est très isolé. Seule une petite coterie le soutient encore, comme lors d'une conférence, tenue le 7 février 1944, à la salle des Centraux, 8 rue Jean-Goujon (VIIIe).
Selon Paxton, c'est un grand spécialiste des dénonciations qui va jusqu'à déclarer que Pierre Laval était juif.
Il meurt en avril 1944.